# Лоза

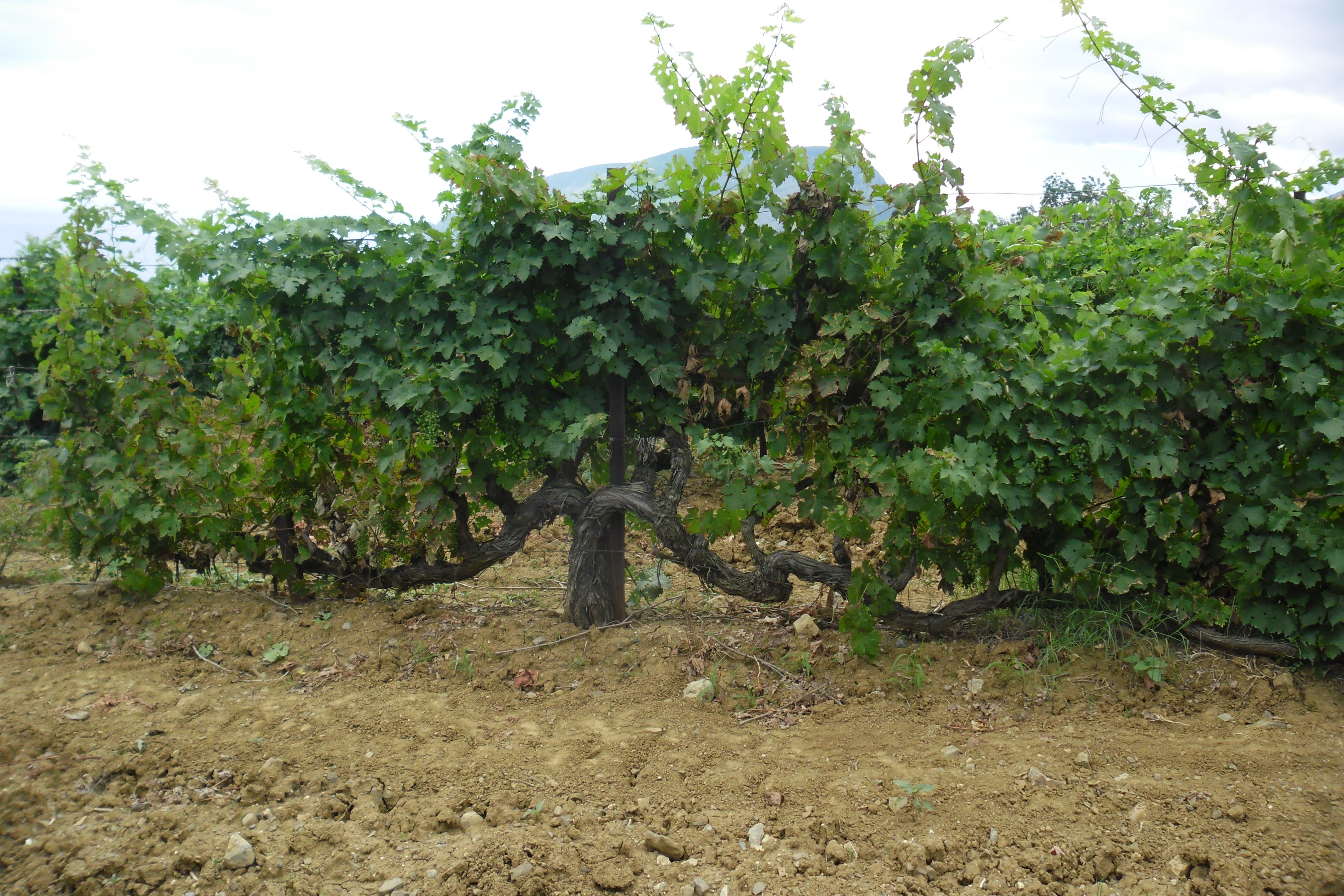
Виноградна лоза. Крим.

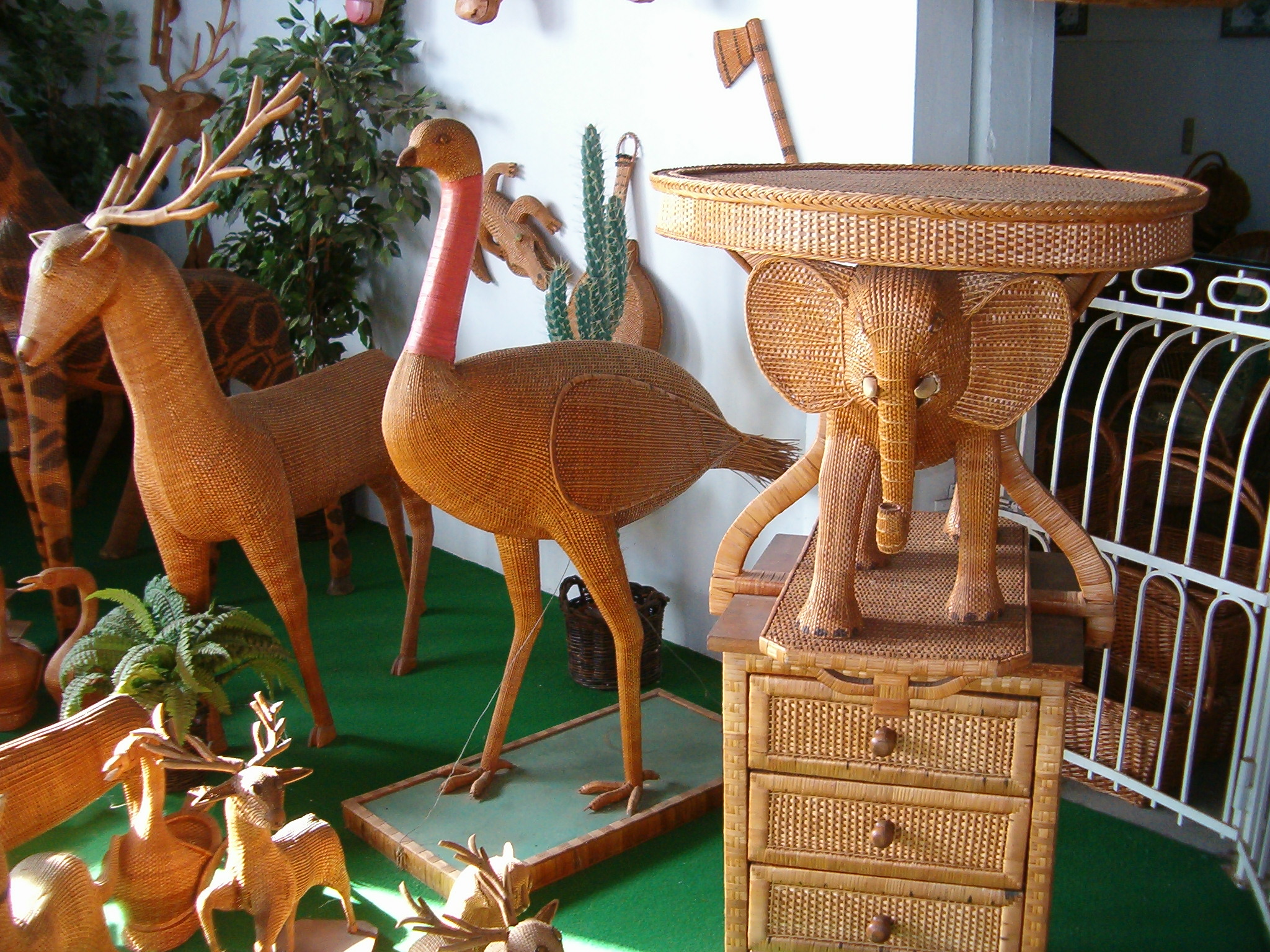
Вироби з лози на Мадейрі

Лоза́ — подовжене гнучке стебло або гілка деяких рослин.
У винограду — це однорічний пагін, що визрів до осені та одеревів і позбавився листя. Лоза часто видаляється при обрізанні.
Використовується для:
- заготовлення живців — початкового матеріалу для розмноження винограду;
- на корм худобі;
- як добрива;
- для боротьби з ерозією ґрунту шляхом плетених огорож на шляху руху зливових потоків;
- для виготовлення кошиків.

У виноградарстві термін лоза часто вживається для позначення:
- всієї виноградної рослини, включно з надземною і підземною частинами (переважно в розмовній мові й художній літературі);
- молодих частин рослини, включно з торішніми й листяними пагонами, таких, що несуть урожай поточного року: всіх частин виноградного куща, видалених при обрізанні.